# Келли, Джин
Джин Келли (англ. Gene Kelly), полное имя Юджин Каррэн Келли (англ. Eugene Curran Kelly; 23 августа 1912 — 2 февраля 1996) — американский киноактёр, кинорежиссёр, сценарист, продюсер, хореограф и певец. Он был известен своим энергичным и атлетичным стилем исполнения танцев, хорошей внешностью и привлекательными персонажами, которых он играл на экране. Он снимался в главных ролях, был хореографом и, вместе со Стэнли Доненом, сорежиссёром в некоторых из наиболее известных музыкальных фильмов 1940—1950-х годов. 
Келли хорошо знаком по фильмам «Американец в Париже» (1951), который получил премию «Оскар» за лучший фильм, «Поющие под дождём» (1952), режиссёром и хореографом которого он был вместе с Доненом, а также по другим музыкальным фильмам той эпохи, таким как «Девушка с обложки» (1944) и «Поднять якоря» (1945), за которые он был номинирован на премию «Оскар» за лучшую мужскую роль. Его режиссёрским дебютом, который он снял совместно с Доненом, стал фильм «Увольнение в город» (1949). Позже, в 1950-х годах, когда популярность мюзиклов пошла на спад, он снялся в фильмах «Бригадун» (1954) и «Всегда хорошая погода (фильм, 1955)» (1955), последний фильм, в котором он работал вместе с Доненом. Его собственным режиссёрским дебютом стал фильм «Приглашение на танец» (1956), один из последних мюзиклов MGM, который не имел коммерческого успеха.
Келли дебютировал в кино вместе с Джуди Гарленд в фильме «Для меня и моей девочки» (1942), с которой позже снимался в фильмах «Безумства Зигфилда», «Пират» (1948) и «Летние гастроли» (1950). Он также снялся в драмах «Чёрная рука» (1950) и «Пожнёшь бурю» (1960), за которые получил высокую оценку критиков. В 1960-х Келли выступал режиссёром в фильмах «Руководство для женатого мужчины» (1967) и «Хелло, Долли!» (1969), который был номинирован на премию «Оскар» за лучший фильм. Келли выступал в качестве рассказчика в документальных фильмах MGM «Это танец!» (1985), «Вот это развлечение!» (1974), «Вот это развлечение! Часть 2» (1976) и «Вот это развлечение! Часть 3» (1994).
Его многочисленные нововведения преобразили голливудский мюзикл, и Келли приписывают почти единоличную заслугу в том, что он сделал балетную культуру коммерчески привлекательной для киноаудитории. В 1952 году Келли получил «Оскар» за выдающиеся заслуги в кинематографе со следующей формулировкой  — «в знак признания его универсального таланта актёра, певца, режиссёра и танцора, и особенно за его блестящие достижения в искусстве кино-хореографии»; в том же году фильм «Американец в Париже» получил шесть премий «Оскар», в том числе за номинацию лучший фильм. Позже он получил награды за пожизненные достижения Премии Центра Кеннеди (1982), а также от Гильдии киноактёров США за лучшую режиссуру — Художественный фильм и Американского института киноискусства. В 1999 году Американский институт киноискусства внёс Келли 15-м в список 100 величайших звёзд кино за 100 лет по версии AFI классического голливудского кино.

## Биография
Джин Келли родился в питтсбургском районе Ист-Либерти и был третьим сыном в семье продавца фонографов Джеймса Патрика Джозефа Келли и его жены Гарриеты Кэтрин Каррэн. Отец был ирландско-канадским уроженцем Канады из Питерборо. Его дедушка по материнской линии был ирландским иммигрантом из Дерри, а бабушка по материнской линии имела немецкие корни.
Когда ему было восемь лет, Гарриета записала его и его брата Джеймса на уроки танцев. Как Келли вспоминал, они с братом оба вскоре взбунтовались: из-за танцев у них постоянно возникали стычки с соседскими мальчишками, а сам Келли вместо карьеры танцора грезил стать бейсбольным шорт-стопом в команде «Питтсбург-Пайрэтс». В итоге Келли забросил танцы и сосредоточился на спорте, но в 15 лет возобновил уроки.
Келли учился в морнингсайдской начальной школе святого Рафаила, а в 16 лет закончил старшую школу Пибоди. Затем он поступил в Университет штата Пенсильвания и учился на журналиста, но экономический крах 1929 года и начало Великой депрессии вынудили его бросить учёбу, чтобы помогать семье. Фактически с этого и началась его танцевальная карьера: поставив вместе с братом Фредом несколько танцевальных номеров, они вдвоём стали выступать за деньги в клубах, а также участвовать в танцевальных конкурсах, где победители получали денежные призы.
Первый успех на Бродвее пришёл к Келли в мюзикле «Pal Joey». Благодаря Дэвиду О. Селзнику Келли перебрался в Голливуд. Первую кинороль Джину Келли предложили в «MGM» в фильме известного режиссёра-хореографа Басби Беркли «Для меня и моей девушки» с участием Джуди Гарленд.
С 1941 по 1957 годы Джин был женат на актрисе Бетси Блэр. С 1949 по 1957 год актёр с отличными вокальными и хореографическими данными, проявивший себя также как талантливый режиссёр и хореограф, создал в сотрудничестве с режиссёрами Стэнли Доненом и Винсентом Миннелли самые красивые американские музыкальные фильмы своего времени, среди которых такие шедевры киномюзикла, как «Американец в Париже» (1951) на музыку Джорджа Гершвина, «Поющие под дождём» (1952), где Келли выступил сорежиссёром Донена, а также «Бригадун» (1954) на музыку Фредерика Лоу.
Впервые Джин Келли попробовал себя в кино в качестве хореографа при работе над фильмом «Тысячи аплодисментов» (1943). Он также выступил как хореограф в фильмах «Американец в Париже» (в том числе — поставив и исполнив уникальный 16-минутный танец) и «Поющие под дождем».
Вместе с Джуди Гарленд и Фредом Астером Джин Келли был ярким явлением музыкального кинематографа 1950-х годов
После 1957 года Келли сосредоточился преимущественно на режиссёрской работе. Выдающимся режиссёрским успехом Келли стал фильм «Хелло, Долли!» с Барброй Стрейзанд в главной роли.
Джин Келли снимался не только в мюзиклах. Среди его работ, в частности, роль репортера в фильме Стэнли Крамера «Пожнёшь бурю».
В 1994 году получил «Национальную медаль искусств», присужденная президентом Соединенных Штатов Биллом Клинтоном.
Был женат три раза. Первый раз женился в 1941 году на актрисе Бетси Блэр, в браке родилась дочь Керри (род. 1942), в 1957 году супруги развелись. В 1960 году женился на своей ассистентке по хореографии Жанне Койн (которая ранее была супругой режиссёра Стэнли Донена, который снял несколько фильмов с Келли), в браке родились сын Тимоти (род. 1962) и дочь Бриджит (род. 1964). Этот брак продолжался до смерти Койн в 1973 году. В третий раз Келли женился в 1990 году на Патрисии Уорд. Их брак продлился шесть лет до его смерти.

## Фильмография

### Актёр
| Год       |     | Русское название                 | Оригинальное название                                   | Роль                           |
| --------- | --- | -------------------------------- | ------------------------------------------------------- | ------------------------------ |
| 1942      | ф   | Для меня и моей девочки          | For Me and My Gal                                       | Гарри Палмер                   |
| 1943      | ф   | Дюбарри была дамой               | Du Barry Was a Lady                                     | Алек Хоу / Чёрная стрела       |
| 1943      | ф   | Пилот № 5                        | Pilot #5                                                | пилот Вито Алессандро          |
| 1943      | ф   | Тысячи приветствий               | Thousands Cheer                                         | Эдди Марш                      |
| 1943      | ф   | Лотарингский крест               | The Cross of Lorraine                                   | Виктор                         |
| 1944      | ф   | Девушка с обложки                | Cover Girl                                              | Дэнни Макгуайр                 |
| 1944      | ф   | Рождественские каникулы          | Christmas Holiday                                       | Роберт Монетт                  |
| 1945      | ф   | Поднять якоря                    | Anchors Aweigh                                          | Джозеф Брейди                  |
| 1945      | ф   | Безумства Зигфелда               | Ziegfeld Follies                                        | джентльмен                     |
| 1945      | кор | —                                | Combat Fatigue Irritability                             | моряк Боб Лукас                |
| 1947      | ф   | Жизнь на широкую ногу            | Living in a Big Way                                     | Лео Гогарти                    |
| 1948      | ф   | Пират                            | The Pirate                                              | Серафин                        |
| 1948      | ф   | Три мушкетёра                    | The Three Musketeers                                    | Д’Артаньян                     |
| 1948      | ф   | Песня в сердце                   | Words and Music                                         | в роли самого себя             |
| 1949      | ф   | Возьми меня с собой на бейсбол   | Take Me Out to the Ball Game                            | Эдди О’Брайен                  |
| 1949      | ф   | Увольнение в город               | On the Town                                             | Гэби                           |
| 1950      | ф   | Чёрная рука                      | Black Hand                                              | Джованни «Джонни» Коломбо      |
| 1950      | ф   | Летние гастроли                  | Summer Stock                                            | Джо Росс                       |
| 1951      | ф   | Американец в Париже              | An American in Paris                                    | Джерри Маллиган                |
| 1951      | ф   | Эта большая страна               | It's a Big Country: An American Anthology               | Икарус Ксенофонт               |
| 1952      | ф   | Любовь лучше, чем когда-либо     | Love Is Better Than Ever                                | в роли самого себя             |
| 1952      | ф   | Поющие под дождём                | Singin' In The Rain                                     | Дон Локвуд                     |
| 1952      | ф   | Дьявольское трио                 | The Devil Makes Three                                   | капитан Джефф Элиот            |
| 1954      | ф   | Чайки над Сорренто               | Seagulls Over Sorrento                                  | лейтенант «Брэд» Брэдвилл      |
| 1954      | ф   | Бригадун                         | Brigadoon                                               | Томми Олбрайт                  |
| 1954      | ф   | Глубоко в моём сердце            | Deep in My Heart                                        | брат О’Брайена                 |
| 1955      | ф   | Всегда хорошая погода            | It’s Always Fair Weather                                | Тед Райли                      |
| 1956      | ф   | Приглашение на танец             | Invitation to the Dance                                 | разные персонажи               |
| 1956      | мф  | —                                | The Magic Lamp                                          | Синдбад                        |
| 1957      | ф   | Счастливая дорога                | The Happy Road                                          | Майк Эндрюс                    |
| 1957      | с   | Театр звёзд Шлица                | Schlitz Playhouse of Stars                              | Том Триплетт                   |
| 1957      | ф   | Гёрлз                            | Les Girls                                               | Барри Николс                   |
| 1958      | ф   | Марджори Морнингстар             | Marjorie Morningstar                                    | Ноэль Эрмен                    |
| 1960      | ф   | Пожнёшь бурю                     | Inherit the Wind                                        | репортёр Хорнбек               |
| 1960      | ф   | Займёмся любовью                 | Let’s Make Love                                         | в роли самого себя             |
| 1962—1963 | с   | Идти своим путём                 | Going My Way                                            | отец Чак О’Мэлли               |
| 1964      | ф   | Так держать!                     | What a Way to Go!                                       | Пинки Бенсон                   |
| 1967      | тф  | Джек и ячменное зерно            | Jack and the Beanstalk                                  | Джереми Кин                    |
| 1967      | ф   | Девушки из Рошфора               | Les Demoiselles de Rochefort                            | Энди Миллер                    |
| 1967      | ф   | Руководство для женатого мужчины | A Guide for the Married Man                             | рассказчик                     |
| 1973      | ф   | 40 карат                         | 40 Carats                                               | Билли Бойлан                   |
| 1976      | тф  | —                                | America Salutes Richard Rodgers: The Sound of His Music | ведущий / Оскар II Хаммерстайн |
| 1977      | ф   | Да здравствует Книвел            | Viva Knievel!                                           | Уилл Аткинс                    |
| 1980      | ф   | Ксанаду                          | Xanadu                                                  | Дэнни Макгуайр                 |
| 1984      | с   | Лодка любви                      | The Love Boat                                           | Чарльз Дейн                    |
| 1985      | с   | Север и Юг                       | North And South                                         | сенатор Чарльз Эдвардс         |
| 1986      | с   | Грехи                            | Sins                                                    | Эрик Ховланд                   |

### Режиссёр, сценарист, продюсер
| Год  | Название                         | Оригинальное название         | Режиссёр | Сценарист | Продюсер | Примечания                                 |
| ---- | -------------------------------- | ----------------------------- | -------- | --------- | -------- | ------------------------------------------ |
| 1945 | —                                | Combat Fatigue Irritability   | Да       |           |          | короткометражный фильм; не указан в титрах |
| 1949 | Увольнение в город               | On the Town                   | Да       |           |          |                                            |
| 1949 | Возьми меня с собой на бейсбол   | Take Me Out to the Ball Game  |          | Да        |          |                                            |
| 1952 | Поющие под дождём                | Singin' In The Rain           | Да       |           |          |                                            |
| 1955 | Всегда хорошая погода            | It’s Always Fair Weather      | Да       |           |          |                                            |
| 1956 | Приглашение на танец             | Invitation to the Dance       | Да       | Да        |          |                                            |
| 1956 | —                                | The Magic Lamp                | Да       | Да        |          | короткометражный мультфильм                |
| 1957 | Счастливая дорога                | The Happy Road                | Да       |           | Да       |                                            |
| 1958 | Туннель любви                    | The Tunnel of Love            | Да       |           |          |                                            |
| 1958 | Сборник                          | Omnibus                       | Да       | Да        |          | телесериал; эпизод: Dancing: A Man’s Game  |
| 1959 | Шоу Джина Келли                  | The Gene Kelly Show           |          |           | Да       | телефильм                                  |
| 1960 | Театр «Дженерал Электрик»        | General Electric Theater      |          |           | Да       | телесериал; эпизод: At Your Service        |
| 1962 | Жиго                             | Gigot                         | Да       |           |          |                                            |
| 1964 | —                                | Vacation Playhouse            |          |           | Да       | телесериал; эпизод: At Your Service        |
| 1964 | Американец в Париже              | American in Paris             | Да       |           | Да       | телефильм                                  |
| 1967 | Джек и ячменное зерно            | Jack and the Beanstalk        | Да       |           | Да       | телефильм                                  |
| 1967 | Руководство для женатого мужчины | A Guide for the Married Man   | Да       |           |          |                                            |
| 1969 | —                                | Children’s Letters to God     | Да       |           |          | короткометражный телефильм                 |
| 1969 | Хелло, Долли!                    | Hello, Dolly!                 | Да       |           |          |                                            |
| 1970 | Общественный клуб города Шайенн  | The Cheyenne Social Club      | Да       |           | Да       |                                            |
| 1976 | Вот это развлечение! Часть 2     | That’s Entertainment, Part II | Да       |           |          | документальный фильм                       |
| 1985 | Это — танец!                     | That’s Dancing!               |          |           | Да       | документальный фильм                       |